# جبل طارق (فیلم ۱۹۳۸)
«جبل طارق» (انگلیسی: Gibraltar) فیلمی در ژانر درام است که در سال ۱۹۴۳ منتشر شد. از بازیگران آن می‌توان به ویوین رومنس و اریش فن اشتروهم اشاره کرد.